# Carl Foerster
Carl Foerster (* 15. August 1881 in Aachen, Deutschland; † 2. März 1958 ebenda) war ein deutscher Karambolagespieler in den Disziplinen Cadre und Einband.

## Karriere
1895, als 14-Jähriger Pennäler, übte sich der Aachener Foerster schon in verschiedenen Lokalen seiner Heimatstadt im Billard. 1902 ging der 21-Jährige nach Belgien, wo er sich zunächst dem Fußball widmete, bald aber wieder dem Billard zuwandte. 1911 spielte Foerster zunächst in der 3. Kategorie (3. Klasse) des belgischen Verbandes, ein Jahr später in der Zweiten und 1913 dann erstklassig. 1920 ging er zurück nach Aachen und gründete dort den „Aachener Billardclub (BC)“. In Deutschland wurde er erst 1921 bekannt, als er sein 40. Lebensjahr bereits hinter sich hatte. Zu dieser Zeit lernte er auch Albert Poensgen kennen, mit dem ihm eine lebenslange Freundschaft, aber auch Konkurrenz, verband. Zu oft musste sich Foerster hinter dem Ausnahmespieler Poensgen auf dem 2. Platz einreihen. 1922 nahm Foerster erstmals an der Deutschen Cadre-45/2-Meisterschaft teil und belegte den 4. Platz, ein Jahr später die Silbermedaille, 1925 und 1926 Bronze, bis er 1928 endlich ganz oben auf dem Podest stand, seine erste von insgesamt drei Goldmedaillen.
1936 reiste Foerster als Vertreter des Deutschen Amateur Billard-Verbands (DABV) ins französische Mülhausen zur Freie-Partie-Weltmeisterschaft. Es fand im Vorfeld dieser eine Generalversammlung des Weltverbandes Union Internationale des Fédérations des Amateurs de Billard (UIFAB) statt bei der die Wiederaufnahme Deutschlands diskutiert und dann beschlossen wurde. Somit waren die deutschen Billardisten wieder teilnahmeberechtigt bei internationalen Turnieren und Walter Joachim erhielt eine Startberechtigung.
Ende April 1934 spielte Foerster seine erste Fünfkampf-Weltmeisterschaft in Brüssel, belegte aber nur Platz fünf hinter dem Niederländer Jan Sweering, aber vor Jacques Davin aus Frankreich. Im Mai nahm er in Köln an der ersten, angedachten, Deutschen Einband-Meisterschaft teil und wurde Erster. Da seitens des DABB kein Beschluss hierfür vorlag und keine entsprechenden Teilnahmemodalitäten festlagen, wurde es offiziell nicht als Deutsche Meisterschaft anerkannt (nur als Qualifikationsturnier für die folgende WM in Vichy), diese folgte dann erst 1935. Bei der anschließenden Einband-Weltmeisterschaft 1934/1 belegte Foerster Platz sechs. Es blieb seine einzige Teilnahme bei diesem Turnier.
Bei der ersten Austragung der Deutsche Cadre-71/2-Meisterschaft in Köln 1936 Kam Foerster auf Platz vier, ebenso 1938 in Berlin, wo August Tiedtke erstmals teilnahm und gleich Zweiter wurde. 1939 in Remscheid waren nur Werner Sorge und Gerd Thielens besser und er erhielt Bronze, seine einzige Medaille in dieser Disziplin und gleichzeitig auch seine letzte Teilnahme.
Seine Spielweise, „voller Charme, flüssig und wohl durchdacht“, wurde mit der des Albert Corty verglichen. Trotzdem galt er als unerbittlicher Kämpfer, der nie aufgab und kein Pardon mit seinen Gegnern kannte, solange nicht der letzte Punkt gespielt wurde. Er hatte sich das Credo des französischen Weltmeisters Charles Darantière zu eigen gemacht, der sagte:

„Ich habe einige Jahre meines Lebens rund um das Billard verloren, aber, wenn ich noch einmal wiederkäme, dann würde ich sie auf die gleiche Weise benutzen!“

Seit seiner Rückkehr aus Belgien hatte Foerster seit 1923 an 34 nationalen und 24 internationalen Turnieren teilgenommen.
Am 15. Juli 1951 wurde Foerster auf der Generalversammlung des Deutschen Billard-Bunds (DBB) zum stellvertretenden Verbandspräsidenten gewählt.

## Ehrungen
- Am 15. Juni 1952 wurde Foerster auf der Generalversammlung des Deutschen Billard-Bundes zum Ehrenmitglied ernannt.[3]

## Erfolge
- Cadre-71/2-Weltmeisterschaft:  1930
- Deutsche Cadre-47/2-Meisterschaft:  1928, 1929, 1934  1923, 1927, 1931, 1938  1925, 1926
- Deutsche Cadre-71/2-Meisterschaft:  1939
- Deutsche Einband-Meisterschaft:  1934 (Qualifikationsturnier zur WM, nicht offiziell)

- Deutsche Fünfkampf-Meisterschaften:  1936, 1938

Quellen: 